# Pierre François Lambert Lamoureux de la Gennetière
Pour les articles homonymes, voir Lamoureux.
Pierre François Lambert Lamoureux de la Gennetière, né le 25 septembre 1740 à Paris, mort le 28 juin 1796 à Cayenne (Guyane), est un général de division de la Révolution française.

## États de service
Il entre en service en 1759, et il passe capitaine en 1777. Après la perte de la fortune familiale en 1779 par un banquier malhonnête, couvert de dette, il se réfugie dans le quartier du Temple à Paris afin d’échapper à l’arrestation.
Il reprend du service en 1792 et le 12 octobre il est promu maréchal de camp à l’armée des Pyrénées. Le 19 mars 1793, il prend le commandement du camp de Saint-Jean-Pied-de-Port, et le 15 mai suivant il n’est pas inclus dans la réorganisation des états-majors. Il est blessé et fait prisonnier le 6 juin 1793 au combat de Château-Pignon.
Le 19 septembre 1795 il est de retour à l’Armée des Pyrénées occidentales, après la signature du traité de paix.  
Le 25 janvier 1796 il est nommé gouverneur de la Guyane française, et le 1er février 1796 il devient général de division.
Il meurt le 28 juin 1796, à Cayenne, après neuf jours de maladie.

## Sources
- (en) « Generals Who Served in the French Army during the Period 1789 - 1814: Eberle to Exelmans »
- (pl) « Napoléon.org.pl »